# Cecidellis nigriseta
Cecidellis nigriseta är en stekelart som beskrevs av Paul E. Hanson 2005. Cecidellis nigriseta ingår i släktet Cecidellis och familjen puppglanssteklar.
Artens utbredningsområde är Costa Rica. Inga underarter finns listade.